# オシドリ属
オシドリ属（オシドリぞく、Aix）は、鳥綱カモ目カモ科に属する属。

## 分布
北アメリカ大陸、ユーラシア大陸東部

## 形態
全長約43cm。
雌雄異色。メスは全身が灰褐色の羽毛で覆われ、眼の周囲の羽毛が白い。

## 分類
- Aix galericulata　オシドリ　Mandarin duck
- Aix sponsa　アメリカオシ（アメリカオシドリ）　Wood duck

## 生態
河川、湖、池沼、海岸などに生息する。
食性は植物食傾向の強い雑食で、植物の葉、果実、種子、昆虫などを食べる。
繁殖形態は卵生。樹洞に巣を作り、卵を産む。

## 人間との関係
オシドリは市街地にある公園の池などで繁殖することもある。飼育された個体が脱走し、本来分布しない地域に移入・定着（イギリスにオシドリ、日本ではアメリカオシ）することがある。

## 画像

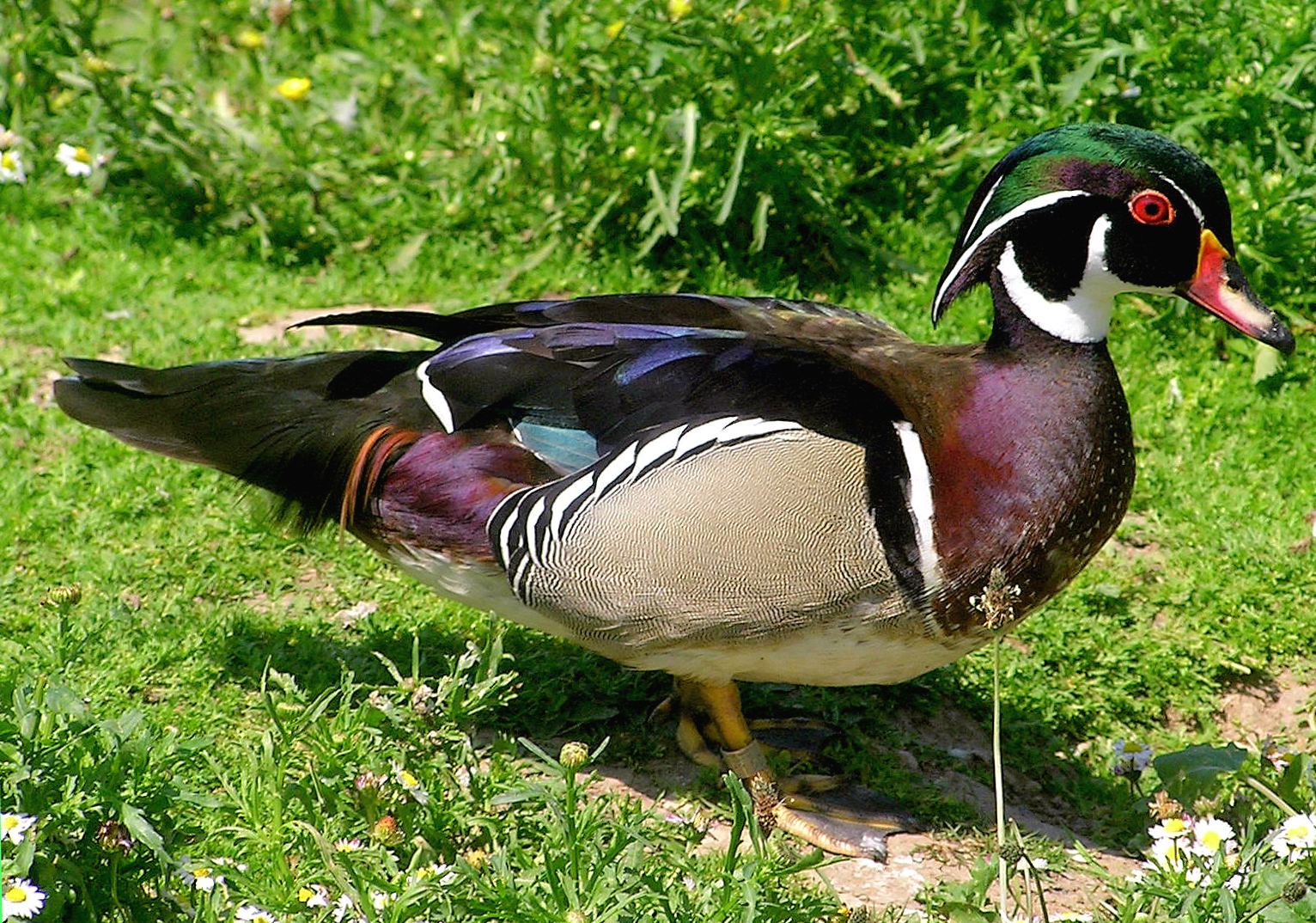
アメリカオシ A. sponsa